# Aleksandr Lüders
Aleksandr Nikołajewicz von Lüders (ros. Александр Николаевич Лидерс) (ur. 26 stycznia 1790, zm. 13 lutego 1874) – rosyjski hrabia, generał, namiestnik Królestwa Polskiego od listopada 1861 do czerwca 1862. Pochodził z rodu pruskiej szlachty osiadłej w Cesarstwie Rosyjskim. Jego ojciec był generałem rosyjskim w okresie wojen napoleońskich.

## Życiorys
Lüders wystąpił w 1805 roku do rosyjskiej armii, brał udział w wojnie fińskiej w 1808 roku, w Turcji w 1810 roku.
W Polsce tłumił powstanie listopadowe, brał udział w szturmie Woli we wrześniu 1831.
W 1843 roku, na czele korpusu piechoty, tłumił powstanie Czeczenów pod wodzą Szamila w Dagestanie.
W 1849 roku jego V korpus pomógł Austrii w stłumieniu powstania węgierskiego w Transylwanii. 31 lipca 1849 pobił wojska węgierskie dowodzone przez gen. Józefa Bema w bitwie pod Segesvárem. W czasie wojny krymskiej był dowódcą Armii Południowej, operującej nad środkowym Dunajem.
W październiku 1861 został mianowany Namiestnikiem Królestwa Polskiego. Stosował wobec społeczeństwa polskiego terror, nie oszczędzał też Kościoła katolickiego (było to w okresie niepokojów poprzedzających wybuch powstania styczniowego).
Odwołany z pełnienia funkcji w 1862 roku. W dniu 27 czerwca 1862, podczas spaceru w Ogrodzie Saskim, został ranny w zamachu przeprowadzonym przez rosyjskiego oficera, z pochodzenia Ukraińca, Andrija Potebnię.
W 1862 roku wrócił do Sankt Petersburga, gdzie otrzymał tytuł hrabiowski i został członkiem Rady Stanu. Jeden z jego wnuków, Aleksander von Lüders-Weymarn, był w latach 1899–1902 wicegubernatorem piotrkowskim, a później także członkiem rosyjskiej Rady Stanu.